# Ceriagrion annulosum
Ceriagrion annulosum – gatunek ważki z rodziny łątkowatych (Coenagrionidae). Występuje na Jawie i Sumatrze. Przez wiele lat znany był tylko z okazów odłowionych w latach 1933–1935; w listopadzie 2020 roku został ponownie odkryty – jego obecność stwierdzono w wiosce Sumber Bening w południowo-wschodniej części Jawy.